# 影丸隼人
影丸 隼人（かげまる はやと）は、漫画『ドカベン』に登場する架空の人物。アニメ版の声優は津嘉山正種（中学時代）→池水通洋（高校時代）。
影丸という苗字は、白土三平の劇画作品『忍者武芸帳』の主人公の名前と同一である。

## 来歴・人物

### 中学時代
中学時代までは柔道の選手。やはり当時柔道をやっていた山田太郎や岩鬼正美のライバルであった。得意技はバックドロップ投げ（なお、バックドロップは柔道の裏投にあたり、小学生以外は反則ではない）。
岩鬼の兄・清彦と影丸の姉・亜希子の婚約が決まっており岩鬼の心は揺れ動いていたが、勝負に徹した岩鬼は影丸を俵返（プロレスのフロントスープレックスに近い）にしとめ、勝利。これによって鷹丘中の決勝進出が決まった。この勝利によって兄の縁談が消えたと思った岩鬼は畳の上で男泣き。鷹丘中のチームメートはそれをうれし涙と勘違いした。しかし、影丸の姉は手心を加えない岩鬼の真剣勝負に感動し、岩鬼の兄との結婚を決意した。因みにスーパースターズ編1巻の登場人物紹介では「(義理の)従兄弟」と岩鬼と影丸の関係を紹介されていたが、4親等の姻族なので民法上は他人である。
山田や岩鬼、木下、賀間とともに日本代表チームに参加して、アメリカ選抜と対戦した。

### 高校時代
高校進学後、野球に転向。その理由を「強い奴（山田）を見ると倒したくなるだけ」と語っているが、詳細な経緯は不明。千葉県・クリーンハイスクールの投手。右投右打。全身を使う遠心力により速球を加速させる背負い投げ投法を駆使する。背負投げ投法は決め球のような扱いで、プロでは普段はトルネード投法で投げている。
明訓高校とは1年秋の関東大会準決勝で対戦。山田は直前の甲府学院戦で、本塁突入クロスプレーの際に頭部を強打し記憶喪失となってしまい欠場。試合はクリーンハイスクールの一方的なペースで進んだが、土井垣将監督の一か八かの賭けで山田を記憶喪失のまま打席におくり、9回2死の土壇場で同点3ランを放った。その後、フォアマンの本塁打で1点リードした延長13回裏、山田に対して背負い投げ投法で挑むも、逆転サヨナラ適時打を打たれ敗退。このとき、捕手の代わりに本塁ブロックに入り、走者の岩鬼にバックドロップを仕掛けた。結果、岩鬼は気絶したが、ホームベースを踏んだあとに影丸がボールをこぼし、サヨナラとなってしまった。翌春の選抜高等学校野球大会にも選ばれなかった（関東地区からの出場校は優勝校の明訓と準優勝校の赤城山に加え、地区大会不出場だった江川学院）。
2年の夏は甲子園に出場し、初戦となった2回戦は三輪商（新潟）に8－0と圧勝した。その後は、3回戦の通天閣vs弁慶の実況で「東日本勢は甲府学院をのぞいて総倒れとなった」とのアナウンスがあるため、3回戦で敗退したと思われる。対戦相手は不明である。秋の県大会では中山畜産高校に敗れ、関東大会出場はならなかった。
3年の夏は千葉県予選の決勝で、中西球道率いる青田高校に敗れた。その後は剣道に転向、あっという間に主将に上り詰めて、決勝戦の前日に紫義塾に乗り込んでいる。

### プロ時代
1995年、中日ドラゴンズに入団。1年目のオールスターでは山田の第2打席に登板。第1打席に登板した土門にはストレートではかなわないことからスライダー、カーブを見せてストレートを速く見せる戦法をとったが、山田にホームランを喫する。
5年目の1999年には19勝を記録。ダイエーとの日本シリーズ第1戦では6回までノーヒットに抑えるが、7回に岩鬼にランニングホームランを打たれる。高校時代と同じく、捕手（中村武志）の代わりに本塁ブロックに入り、岩鬼にバックドロップを仕掛けるが、それを見抜いていたかのような岩鬼の庇い手により、影丸だけ頭を地面にしたたかに打ち付けてしまう。脳震盪を起こし、降板せざるを得なかった。結果は岩鬼の勝ち。このバックドロップの因縁は、先述のように中学時代にさかのぼる。
2004年、四国アイアンドッグスにFA移籍。不知火、土門に次ぐローテーションの一角として活躍している。

## 球種
ストレート
プロ1年目（1995年）の時点でMAX145km/h。
高速スライダー
カーブ
フォーク
チェンジアップ
シュート

## 背番号
- 01（1995年 - 2003年）
- 17（2004年 - ）